# グロリエッタ
グロリエッタ（英語: Glorietta）は、フィリピン・マニラ首都圏のマカティにあるショッピングモール。1991年に旧グロリエッタ1、2がオープンした後、拡張工事を重ね、現在は5まで存在する。アヤラ・コーポレーションの子会社であるアヤラ・ランドにより開発され、アヤラ・モールズにより運営されている。